# Agalinis linarioides
Agalinis linarioides är en snyltrotsväxtart. Agalinis linarioides ingår i släktet Agalinis och familjen snyltrotsväxter.

## Underarter
Arten delas in i följande underarter:
- A. l. linarioides
- A. l. rojasii